# BloodRayne 2: Deliverance
BloodRayne 2: Deliverance es una película directa para video que combina los géneros vampírico y western, ambientada en la América de 1880 y dirigida por Uwe Boll. La película es una secuela de la película de 2005, BloodRayne: Venganza de sangre, que también fue dirigida por Uwe Boll y protagonizada por Kristanna Loken. En Deliverance, Natassia Malthe remplaza a Loken en el papel principal.

## Sinopsis
Newton Piles (Chris Coppola), un reportero asignado por el Chicago Chronicle, ha llegado a la ciudad de Deliverance, Montana, a registrar historias del salvaje oeste. La pacífica y tranquila ciudad está esperando la llegada del primer ferrocarril transcontinental en una semana. Junto con el ferrocarril, sin embargo, llega un invitado desagradable y mortal, un vampírico Billy the Kid. Utilizando el ferrocarril, el vampiro de Transilvania de 357 años, está construyendo un ejército de vampiros vaqueros para tomar el control del país y crear un reino de vampiros en el Nuevo Mundo. Billy y su multitud se comportan violentamente, matando ciudadanos y acorralando niños. Billy le perdona la vida a Newton y le promete la historia más grande jamás contada.
Los planes de Billy toman otro rumbo cuando Rayne llega a la ciudad. Rayne es un dhampiro, producto de una unión antinatural entre un vampiro y un humano: ella posee todos los poderes de un vampiro, pero ninguna de las debilidades. Nacida hace más de un siglo en Rumania, Rayne ha cazado vampiros durante mucho tiempo y ahora pone la mira sobre Billy.

## Reparto
- Natassia Malthe como Rayne.
- Zack Ward como Billy the Kid.
- Michael Paré como Pat Garrett.
- Chris Coppola como Newton Pyles.
- Chris Spencer como Bartender Bob.
- Brendan Fletcher como Muller.
- Sarah-Jane Redmond como Martha.
- Michael Teigen como Slime Bag Franson.
- Michael Eklund como el predicador.
- John Novak como el alguacil Cobden.
- Tyron Leitso como Fleetwood.
- Jodelle Ferland como Sally.
- Mike Dopud como Flintlock Hogan.
- Cole Heppell como William.

## Recepción crítica
BloodRayne 2: Deliverance, recibió críticas generalmente negativas.Si bien no fue puntuada en Rotten Tomatoes, recibió 4 comentarios «podridos», con críticas desfavorables como: «ritmo lento, tosco y nada sexy. Por otra parte, se vio claramente que la película cometió errores similares a la primera película: diálogos toscos, escenas de acción limitadas y mala actuación de los actores principales».

## Secuela
Una secuela titulada BloodRayne 3: La sangre del Reich con Natassia Malthe fue lanzada en 2010.